# Siku
Siku är en serie leksaksbilar från tyska leksaksföretaget Sieper i Lüdenscheid, som specialiserat sig på leksaksbilar av olika typer och storlek, främst i skala 1:55. Tillverkningen startade 1950 av Richard Sieper och namnet är en sammandragning av Sieper-Kunststoffe (=plast). Från början var modellerna ofta gjorda av plast, men i dag används främst die-castmetall av hållbarhetsskäl. Sikubilarna är kända för god kvalitet och hög detaljrikedom och de är också lite dyrare än motsvarande modeller från andra tillverkare.

## Historia

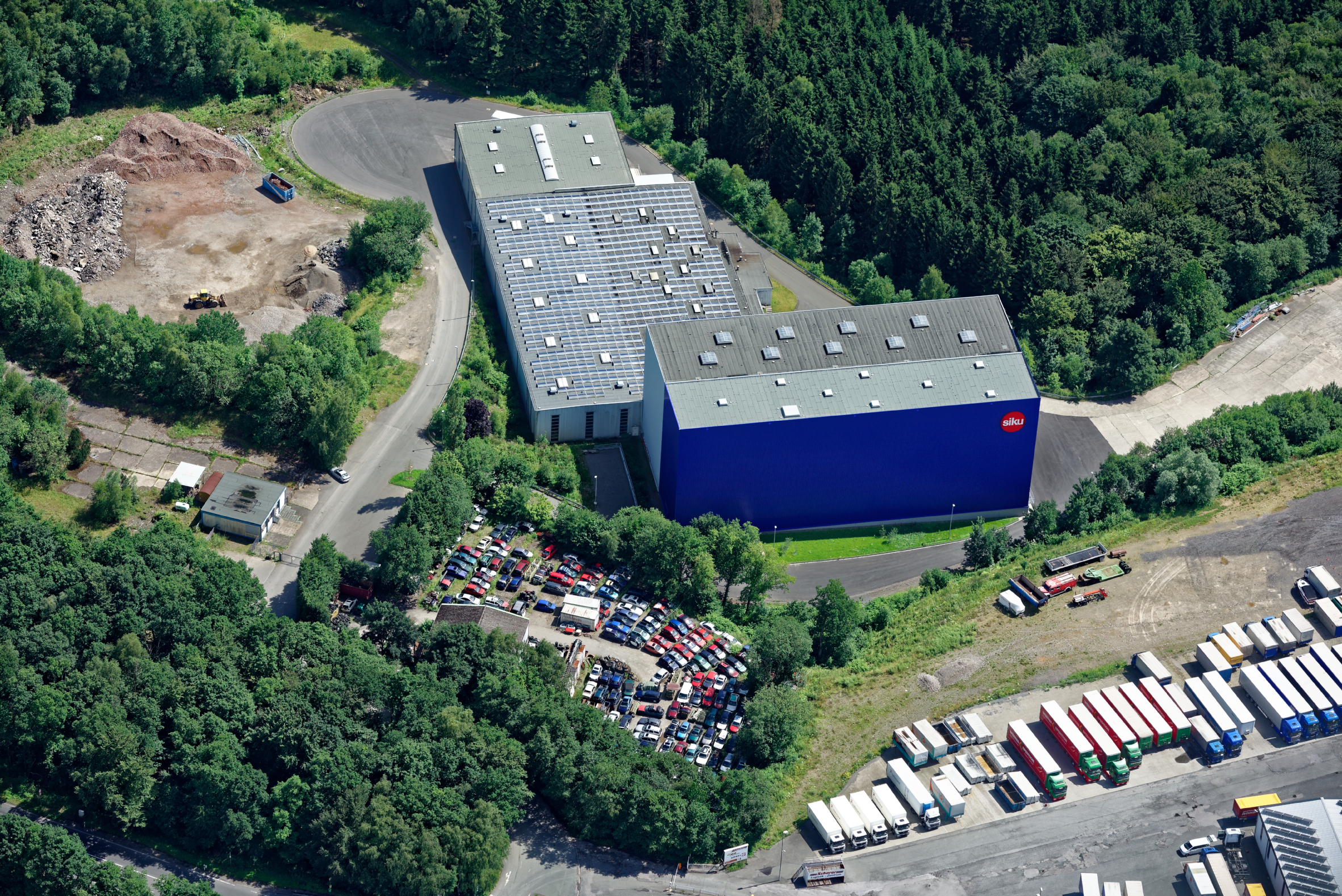
Fabriken i Lüdenscheid

Siku går tillbaka till det gjuteri som Richard Sieper grundade i Lüdenscheid 1921. Fram till andra världskriget tillverkades konsumentprodukter såsom bestick och askkoppar. Sikus övergång till att tillverka leksaker startade 1950 och bolaget tillhörde de tidiga utställarna på Nürnberger Spielwarenmesse. 
Till en början tillverkades olika plastleksaker som djur och bondgårdar. 1954 började Siku tillverka leksaksbilar och ett sortiment med lastbilar, släp, kranar, militärfordon och bussar utvecklades. Ett sortiment med tillbehör i form av figurer, trafikskyltar och byggnader togs också fram.
1984 tog Siku över Wiking Modellbau. Sedan 1990-talet har produktion flyttats över till Polen (Złotoryja) och Kina. 2007 öppnade Siku en egen fabrik i Kina. 